# Otto Brucks
Otto Brucks (Brandenburg, 28 novembre 1858 - Metz, 15 janvier 1914) est un chanteur lyrique et compositeur allemand. Il épousa Marie von Wallersee-Larisch, une nièce de l'impératrice d'Autriche Élisabeth de Wittelsbach.

## Biographie

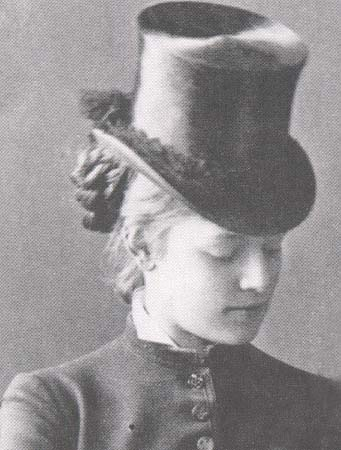
Son épouse, Marie von Wallersee

Otto Brucks voit le jour dans le Brandebourg en Allemagne, le 28 novembre 1858. Il se consacre à la musique, recevant sa formation musicale à l'Académie royale de musique de Berlin.
Âgé de 17 ans en 1875, il signe son premier engagement, non pas comme un chanteur, mais comme instrumentiste au pupitre des cuivres, au prestigieux Festival de Bayreuth. Il travaille ensuite au théâtre de la cour impériale et royale de Vienne en Autriche, avant de retourner à Berlin.
Il se forme alors au chant lyrique avec le baryton Franz Betz (1835-1900), et le Kapellmeister Heinrich Kahl (1840-1892), travaillant sa voix de baryton. Il monte sur scène en 1883 à l'opéra de Dresde. Il poursuit sa carrière à Hambourg, puis à Düsseldorf et Prague. En 1890, il est engagé à l'Opéra de Munich. Bouillonnant d'activité, il incarne successivement Hans Sachs, Hans Heiling, Guillaume Tell, Don Juan, Wotan, Le Hollandais, ou encore Siegfried, à Vienne. Otto Brucks reçoit le titre prestigieux de Kammersänger du royaume de Bavière.
À Rottach-Egern, en Haute-Bavière, il rencontre Marie von Wallersee-Larisch, une nièce de l'impératrice d'Autriche née Élisabeth de Bavière (Sissi). Comme Frieda von Richthofen, elle aime la vie et ne s'en cache pas. Il l'épouse à Munich, en 1897. De cette union, naîtra un fils, Otto Brucks Junior (1899–1977). Son mariage avec la comtesse Larisch, au passé sulfureux, lui vaut l'ostracisme de la haute société austro-hongroise, mais aussi allemande, et finit par briser sa carrière d'artiste. Ne pouvant plus paraître sur scène, Otto Brucks devient directeur de théâtre. 

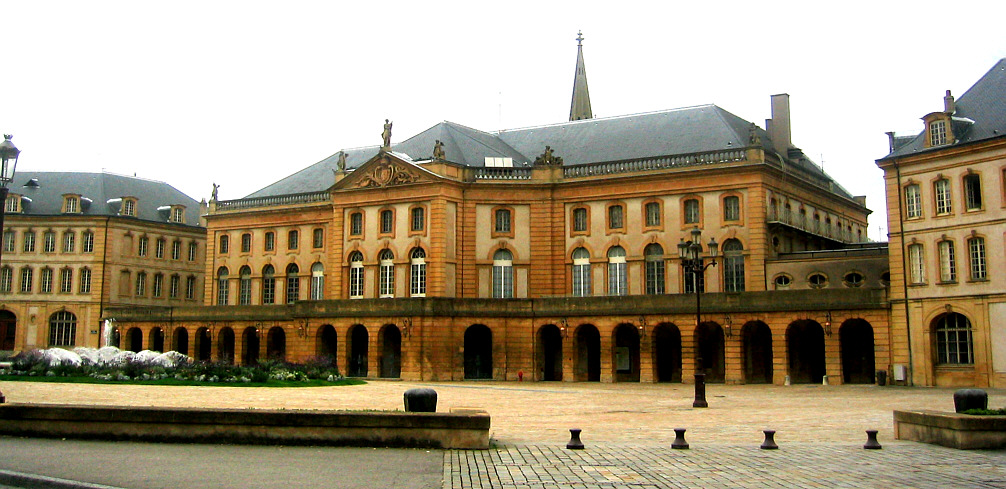
Opéra-théâtre de Metz

En 1906, il est nommé à l'opéra-théâtre de Metz, alors ville allemande du Reichsland Alsace-Lorraine, dont la tradition musicale remonte à la Scola Metensis de Charlemagne. Il s'installe St. Marcellenstrasse, non loin de l'opéra. Favorisée par son rôle de place-forte, Metz connaît alors une intense activité festive, dont profite l'opéra-théâtre de la ville, mais qui sera peut-être fatale à son directeur. Les officiers et les fonctionnaires allemands, appartenant souvent à l'aristocratie prussienne, sont avides de fêtes et de spectacles de qualité. Installés avec leurs familles, ils aiment se montrer à l'opéra, ou dans les salons, où l'on joue naturellement le répertoire allemand, plutôt que viennois à l’époque d'Otto Brucks, mais aussi les répertoires français et italiens. Ainsi, parmi les représentations données par Brucks, le Lothringer Zeitung retient évidemment Der Ring des Nibelungen de Wagner, mais aussi Tiefland d’Eugen d'Albert, Madama Butterfly de Puccini, Königskinder d’Engelbert Humperdinck, La Bohème de Puccini, ou encore la musique instrumentale de Richard Strauss.
Après une riche carrière et une vie bien remplie, Otto Brucks s'éteint prématurément, le 15 janvier 1914. Il laissera à Metz le souvenir d'un homme chaleureux et d'un artiste d'exception.

## Œuvres
- Herzog Reginald, Opéra
- Ingo, Ouverture